# Proctoring
El proctoring es una técnica que permite la realización de pruebas de evaluación donde se encuentre el estudiante y que pueden ser monitorizadas y vigiladas desde diferentes lugares a través del empleo de recursos telemáticos.

## Etimología
El término inglés proctoring significa supervisión de un examen presencial, mientras que la supervisión online se denomina online proctoring o bien e-proctoring. Sin embargo, al adoptar esta última expresión en castellano se omite el término online que queda implícito en proctoring, por lo que se viene a invertir su significado. En inglés, quien realiza la supervisión es un proctor, apócope de la palabra latina procurator, que se refiere a quien se cuida o se encarga de algo.

## Contexto
Las pruebas en línea surgen con la finalidad de optar por métodos generalizados de evaluación que satisfagan los desafíos de la educación en línea. Sin embargo, fue la disrupción educativa provocada por la pandemia de COVID-19 la que impulsó su uso entre instituciones educativas que trasladaron completamente sus actividades a la modalidad en línea y remota.
Uno de los desafíos de este cambio repentino de modalidad consiste en asegurar la integridad académica. Posibles fraudes al momento de rendir exámenes en línea incluyen: suplantación de identidad, copiar y consultar a terceros y acceder a materiales no permitidos.
En este contexto, el software de proctoring hace frente a este desafío por medio de dos elementos principales: primero, valida la identidad y permite controlar el comportamiento del estudiante a través del uso de la cámara de la computadora y segundo, registra la actividad del estudiante en el computador y en internet. De esta manera, el profesor puede revisar las grabaciones de los exámenes e identificar posibles violaciones a las reglas del examen.

## Tipos de pruebas que realiza
Las formas más comunes de hacer pruebas de evaluación proctorizadas son las siguientes:
- Prueba proctorizada en directo: se supervisa mediante cámara web y micrófono los cuales no pueden ser desactivados.
- Prueba grabada: el sistema graba la pantalla durante la prueba.
- Proctoring automatizado: el software vigila durante la prueba utilizando el reconocimiento facial, la imagen y el sonido y demás datos biometricos.[9]

## Aplicaciones del proctoring
Las aplicaciones actuales del proctoring son variadas:
- Para el reclutamiento en línea de personal.
- Como sistema de evaluación en los campus virtuales sirve para evaluar las competencias adquiridas en la formación en línea, incluyendo exámenes orales.[10]
- Para la formación en áreas de dispersión geográfica y para facilitar la formación a lo largo de toda la vida.

## Entornos de aplicación
Online Proctoring tiene sus inicios en Estados Unidos, por la necesidad de monitorear y vigilar las evaluaciones de forma remota como en el caso de los exámenes estandarizados SAT y GRE, y hoy lo usan todas las universidades del mundo; especialmente en los MOOC para asegurar la calidad y autenticidad de la evaluaciones; además, se han creado los MOOP o Massive Open Online Proctors. Estos combinan la inteligencia artificial con el crowdsourcing.
En Europa, la UOC está liderando el proyecto TeSLA (Adaptative Trust Based E-assessment for learning) para evaluar los exámenes y actividades de aprendizaje. Recientemente, se inició el uso de e-proctoring en combinación con dispositivos digitales vestibles (como Google Glass) y con robots para evaluar habilidades prácticas en ambientes simulados, especialmente en ciencias de la salud.

## Ventajas
Entre las ventajas del empleo del proctoring se destacan las siguientes:
- Facilita los procesos de evaluación.
- En educación superior, la supervisión remota se presenta como más sencilla y con menor costo que la organización de evaluaciones presenciales supervisadas.[19]
- Se adapta a las nuevas formas de enseñanza, pudiendo realizarse los exámenes de manera global.
- Permite la adaptabilidad del propio examen.
- La supervisión remota asegura la integridad académica de la educación en línea, la consistencia de la evaluación y su estandarización, dado que disuade de la utilización de medios de apoyo no autorizados.[8]
- Los índices de revisión de materiales de estudio aumentan cuando los exámenes se anuncian como supervisados.[20]

Algunos de los aspectos a tener en cuenta para un adecuado uso del proctoring será el de diseñar correctamente el examen para este tipo de evaluación, así como ofrecer una formación específica a los vigilantes y examinadores para que puedan atender eventuales dificultades telemáticas.

## Limitaciones
- En estudiantes con ansiedad, los problemas de rendimiento son mayores cuando rinden exámenes supervisados con sistemas de proctoring.[21]
- La ansiedad por problemas tecnológicos con cámaras, micrófonos, programas informáticos, batería, conectividad, etc. se agrega al común estrés de cualquier examen.[19]
- Ante las limitaciones, el análisis de aprendizaje o learning analyltics surge como opción para identificar patrones de escritura de los estudiantes y corroborar así la originalidad de sus producciones en entornos virtuales, y es otra forma de control o monitoreo.[22]

## Controversia
Como consecuencia de la pandemia por la COVID-19 en 2020, las instituciones educativas tuvieron que replantear las formas de evaluación para adaptarlas al entorno virtual. Luego de la viralización de intentos de suplantación de identidad y múltiples denuncias por plagio en los exámenes, el proctoring se convirtió en la primera respuesta a la problemática. Sin embargo, grupos estudiantiles se opusieron alegando a las diversas realidades de los estudiantes y su posibilidad de contar con la conexión a internet y recursos necesarios, como así también a la violación de la privacidad.
Ante las reacciones impopulares, diversas instituciones decidieron que no emplearían proctoring, sino que en las plataformas de exámenes los alumnos deberían tener audio y video activo para la grabación. Nuevamente, recibieron críticas dado que se trataría, igualmente, de otro tipo de proctoring.